# مجموعة شيلين للتحكم الآلي
مجموعة شيلين للتحكم الآلي أو شركة شيلن للكهرباء والهندسة (SEEC; (بالصينية: 士林電機廠股份有限公司; البينيين: Shìlín Diànjīchǎng Gǔfèn Yǒuxiàn Gōngsī))، شركة مقرها تايبيه، تايوان، تقوم بتصنيع المحولات الكهربائية ومحولات الطاقة، المفاتيح الكهربائية، التحكم الآلي، أجهزة التحكم والأجهزة الكهربائية للسيارات. شملت تقنية التصنيع في الأصل عمليات نقل التكنولوجيا من ميتسوبيشي إلكتريك (اليابان) وفرنسا ترانسفو وشنايدر إليكتريك (فرنسا).

## التاريخ
تأسست شركة شيلين الكهربائية في عام 1955. الشركة مدرجة في بورصة تايوان (بورصة طوكيو 1503)، وميتسوبيشي إلكتريك تمتلك منها حصة 20 في المائة. تم إدراج شركة شيلن الكهربائية في الربع الأول من عام 2009، من بين 15 شركة تابعة للمبيعات وأكثر من 100 شريك توزيع في جميع أنحاء العالم. بالإضافة إلي ذلك فقد عملت في مصانع التصنيع في تايوان (3 في شينتشو) والصين وشيامن وسوتشو ووشي وتشانغتشو و فوتشو ووهان وفيتنام (1 في جنوب فيتنام).

## وصلات خارجية
- الموقع الرسمي مجموعة شيلين للتحكم الآلي.